# سام بارترام
سام بارترام (انگلیسی: Sam Bartram; ۲۲ ژانویهٔ ۱۹۱۴ – ۱۷ ژوئیهٔ ۱۹۸۱) بازیکن فوتبال اهل بریتانیا بود.
از باشگاه‌هایی که در آن بازی کرده‌است می‌توان به باشگاه فوتبال چارلتون اتلتیک اشاره کرد.
وی همچنین در تیم ملی فوتبال انگلستان (wartime) بازی کرده‌است.